# Lista över öar i Indien

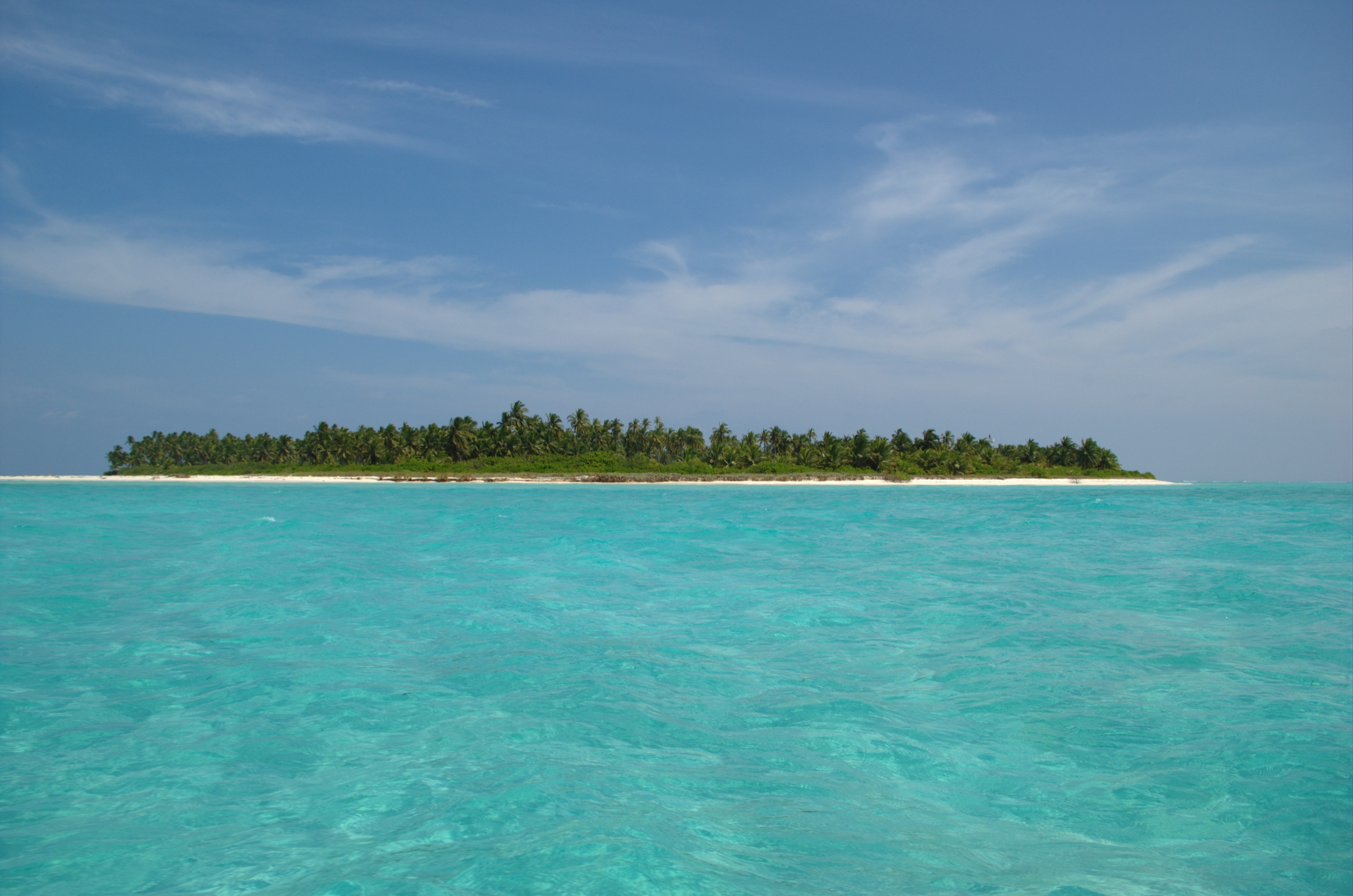
En av öarna i Lakshadweep.

Detta är en ofullständig lista över öar i Indien. Det finns totalt 1 208 öar (inklusive obebodda) i Indien.

## Andaman Islands
- Banothing
- Great Andaman

## Andhra Pradesh
- Bhavani Island, Vijayawada
- Diviseema
- Sriharikota
- Hope Island (India)

## Kerala
- Islands of Kollam
- Munroe Island
- Willingdon Island

## Nicobar Islands
- Great Nicobar
- Car Nicobar

## Islands of Mumbai Harbour
- Butcher Island (Mumbai)
- Cross Island
- Elephanta
- Middle Ground
- Oyster Rock
- Salsetteön

## Tamil Nadu
- Srirangam Island
- Quibble Island
- Gulf of Mannar Marine National Park
  - Öarna (listade sydväst till nordost) inkluderar fyra i Tuticorin-gruppen:
    - Vaan, 16,00 ha[2] 8°50′11″N 78°12′38″Ö / 8.83639°N 78.21047°Ö
    - Koswari, 19,50 ha 8°52′08″N 78°13′30″Ö / 8.86879°N 78.22506°Ö
    - Vilanguchalli, 0,95 ha 8°56′17″N 78°16′11″Ö / 8.93815°N 78.26969°Ö, nu 1 m under medelnivå för lågvatten till följd av alltför intensiv gruvbrytning av koraller
    - Kariyachalli, 16,46 ha 8°57′15″N 78°15′08″Ö / 8.95409°N 78.25235°Ö;

  - tre i Vembar-gruppen:
    - Uppu Thanni, 22,94 ha, höjd 4 m 9°05′21″N 78°29′29″Ö / 9.08921°N 78.49148°Ö
    - Puluvini Challi, 6,12 ha, höjd 5,5 m 9°06′12″N 78°32′13″Ö / 9.10320°N 78.53688°Ö
    - Nalla Thanni, 101,00 ha, höjd 11,9 m 9°06′24″N 78°34′44″Ö / 9.10667°N 78.57885°Ö; (nyligen befolkad)

  - sju i Kilakarai-gruppen:
    - Anaipar, 11,00 ha, höjd 2,1 m 9°09′11″N 78°41′41″Ö / 9.15294°N 78.69481°Ö
    - Vali Munai, 6,72 ha, höjd 1,2 m 9°09′13″N 78°43′50″Ö / 9.15354°N 78.73052°Ö
    - Poovarasan Patti, 0,50 ha, höjd 1,2 m 9°09′15″N 78°46′01″Ö / 9.15413°N 78.76695°Ö
    - Appa, 28,63 ha, höjd 6,4 m 9°09′57″N 78°49′33″Ö / 9.16582°N 78.82596°Ö
    - Talairi, 75,15 ha, höjd 2,7 m 9°10′53″N 78°54′24″Ö / 9.18133°N 78.90673°Ö
    - Valai 10,10 ha, höjd 3,0 m 9°11′03″N 78°56′19″Ö / 9.18421°N 78.93866°Ö
    - Mulli, 10,20 ha, höjd 1,2 m 9°11′11″N 78°58′05″Ö / 9.18641°N 78.96810°Ö;

  - och sju i Mandapam-gruppen:
    - Musal, 124,00 ha, höjd 0,9 m 9°11′57″N 79°04′31″Ö / 9.19912°N 79.07530°Ö (nyligen befolkad)
    - Manoli, 25,90 ha 9°12′56″N 79°07′42″Ö / 9.21564°N 79.12834°Ö
    - Manoli-Putti 2,34 ha 9°12′57″N 79°07′41″Ö / 9.21581°N 79.12800°Ö
    - Poomarichan 16,58 ha 9°14′43″N 79°10′48″Ö / 9.24538°N 79.17993°Ö
    - Pullivasal, 29,95 ha 9°14′13″N 79°11′28″Ö / 9.23699°N 79.19100°Ö
    - Kurusadai, 65,80 ha 9°14′49″N 79°12′34″Ö / 9.24690°N 79.20945°Ö (nyligen befolkad)

## Flodöar

### Kaveri River
- Shrirangapattana
- Shivanasamudram
- Sri Ranga

### Andra floder
- Isukathippa Island[3]

## Andra öar
- Bet Dwarka, Gujarat
- Chorao, Goa
- Diu
- Divar, Goa
- Kavvayi
- Lakshadweep
- Majuli (flodö)
- Minicoy Island
- Netrani Island
- Munroe Island, Kollam, Kerala
- Sagar Island (Västbengalen)
- Sriharikota
- St. Mary's Islands
- Vashee, Goa
- Vypin, Kochi, Kerala
- Willington Island, Kochi, Kerala
- Vallarpadam, Kochi, Kerala
- Wheeler Island (India)

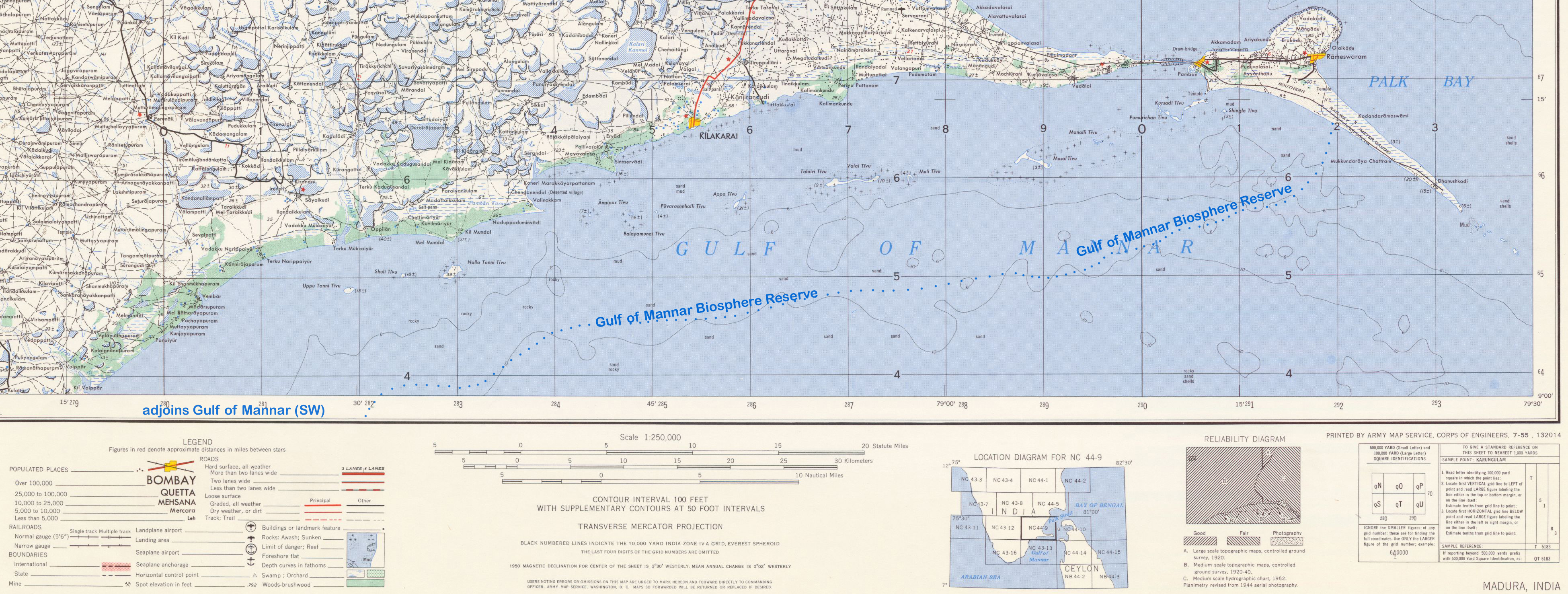
Topografisk karta (NE).

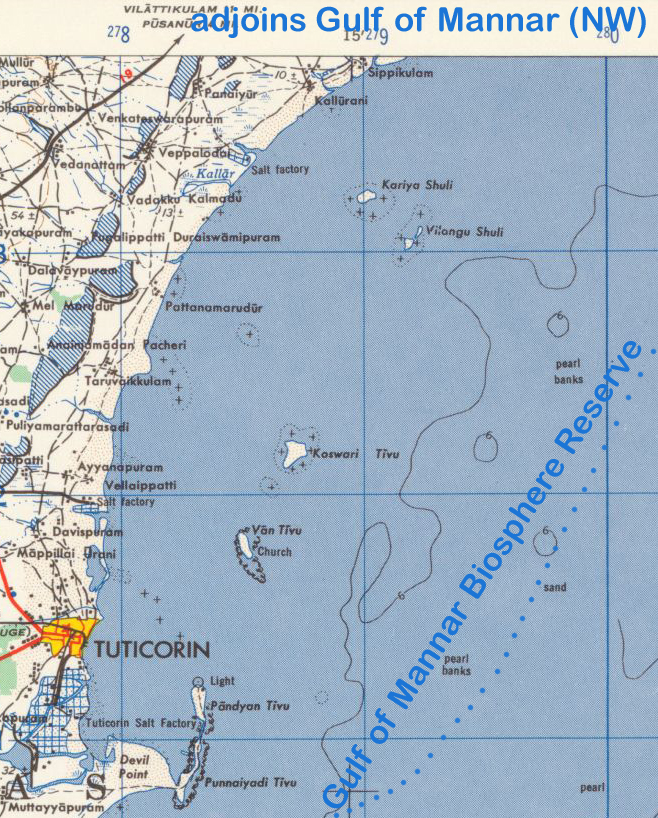
Topografisk karta (SW).

- South Talpatti Island – en omkring fem km lång ö som både Indien och Bangladesh gjorde anspråk på. The Associated Press rapporterade att den var nersänkt i mars 2010.